# Aakia
Aakia tuerckheimii (sinonim Panicum tuerckheimii), vrsta jednosupnica u porodici trava. Prvi puta opisana 1906. godine pod imenom Panicum tuerckheimii, a 2014. Hack. svrstao ju je u zaseban rod Aakia, što je i prihvaćeno.
P. tuerckheimii je višegodišnja biljka koja raste na području središnjeg i jugoistočnog Meksika, Gvatemali, Nikaragvi i Belizeu. Ime je dobila u čast njemačkog botaničara Hansa von Tuerckheima.

## Sinonimi
- Aakia tuerckheimii (Hack.) J. R. Grande